# John Opdam

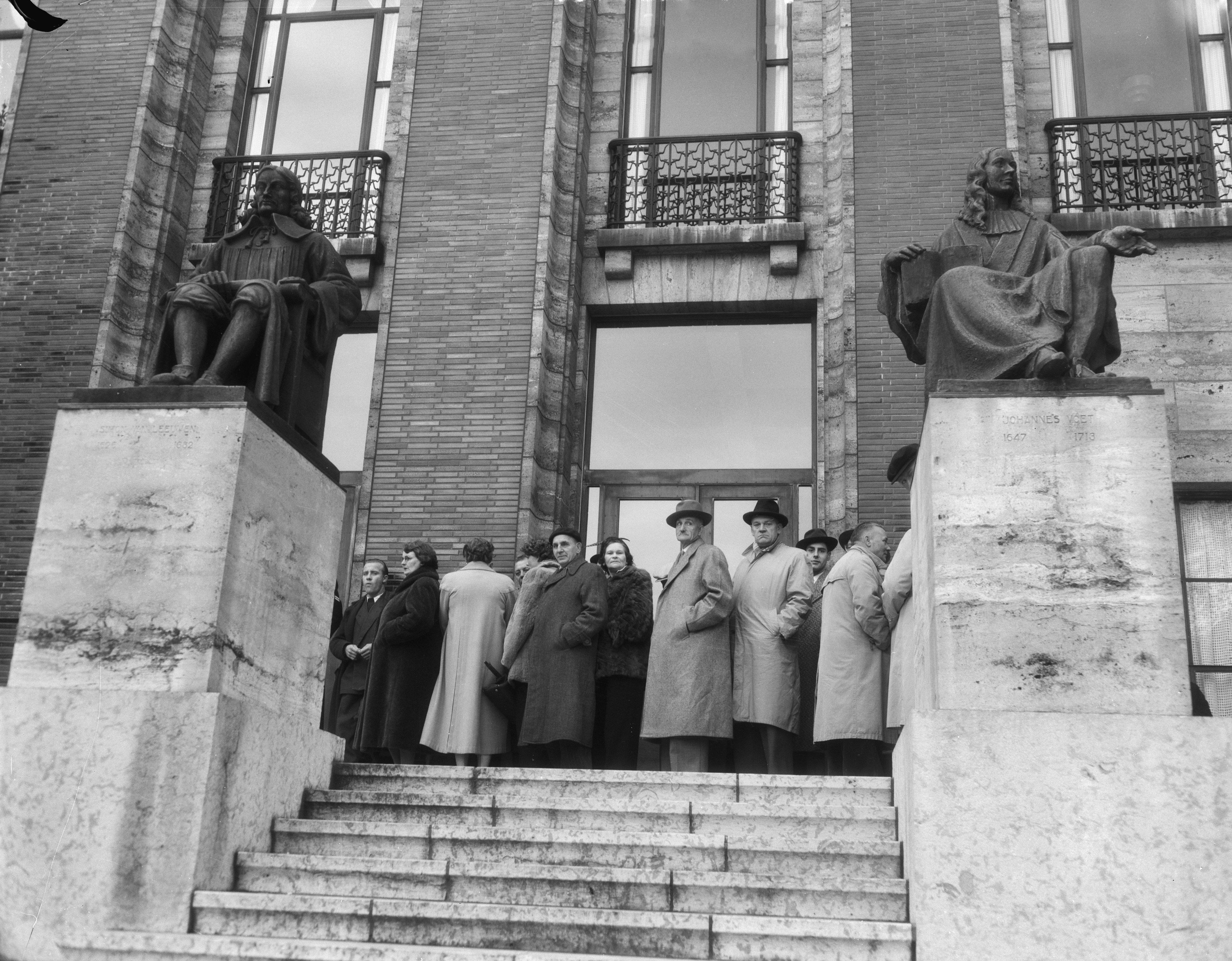
Drukte van belangstellenden in de Berkelse moordzaak bij het Haags gerechtshof (10 november 1954)

Johannes Franciscus Alphonsus Marinus (John) Opdam (Soerabaja, 30 oktober 1916 – Leiden, 14 oktober 1983) was een Nederlands arts en veroordeeld moordenaar. Hij is de enige in de Nederlandse strafrechtelijke geschiedenis die voor twee verschillende moorden in totaal tweemaal een levenslange gevangenisstraf kreeg opgelegd. In de media werd hij aangeduid als dokter O. of als de Berkelse huisarts.

## Levensloop
John Opdam verhuisde  in 1936 naar Nederland, waar hij geneeskunde studeerde. In 1947 huwde hij de leraarsdochter Arnolda van Eyl en kocht hij een artsenpraktijk in Berkel en Rodenrijs. Terwijl zijn vrouw in 1951 op vakantie was, had Opdam een affaire met de dienstmeid, Nellie. Hoewel Arnolda erachter kwam toen zij terugkeerde van vakantie, kon er geen sprake zijn van een echtscheiding, aangezien ze een overtuigd katholiek was. Nellie werd ontslagen en wat Arnolda betrof was daarmee de kous af.
Haar echtgenoot bleef echter Nellie zien. Ondertussen ging Arnolda's gezondheid langzaam maar zeker achteruit, tot ze op 24 september 1952 stierf. Opdam concludeerde dat het een hersentumor was die zijn vrouw het leven had gekost. Zijn collega, die de autopsie uitvoerde, dacht daar anders over en gaf als doodsoorzaak op de overlijdensakte 'onbekend'. De politie werd derhalve op de hoogte gebracht en een tweede autopsie bracht aan het licht dat er in Arnolda Opdams lichaam cyaankali zat. Johannes Opdam werd gearresteerd, maar wrong zich in allerlei bochten om onder een gevangenisstraf uit te komen. Tijdens de rechtszaak beweerde hij dat Arnolda's moeder haar vermoord had. Het mocht hem niet baten. Op 8 juni 1954 werd hij tot levenslang veroordeeld en naar de gevangenis van Leeuwarden gestuurd. De rechtszaak geldt als leerstuk in de Nederlandse rechtspraak.
Terwijl hij vastzat, ontmoette hij Adri Lodder, die tot levenslange gevangenisstraf was veroordeeld voor het ombrengen van zijn vrouw met arsenicum. De twee mannen spraken af briefjes te schrijven met bekentenissen voor de moord waarvoor de ander veroordeeld was, mocht een van de twee in de gevangenis overlijden. Nadat Opdam Lodders briefje in het bezit had, stierf Lodder aan een cyaankali-vergiftiging. Het briefje van Lodder waarop hij de moord op Arnolda van Eyl bekende, hielp Opdam niet de gevangenis uit. In plaats daarvan werd hij in 1961 voor de tweede keer tot levenslang veroordeeld, aangezien bewezen werd geacht dat hij Lodder vermoord had. 
In 1975 kreeg hij gratie, op voorwaarde dat hij nooit meer een artsenpraktijk zou uitoefenen. Hij werkte korte tijd bij de medische bibliotheek van de Katholieke Universiteit van Nijmegen. Later was hij woonachtig in Oegstgeest. Opdam stierf in 1983.

## Naslagwerken
- J.H.H. Gaute en Robin Odell, Beruchte Moordzaken, 1996, Harrap Books, Londen
- Hans van Straten, Moordenaarswerk, 1990, Amsterdam
- Lennaert Nijgh, Moord & doodslag, 1990, Schoorl
- Rolf Boost, Dr. O. levenslang vergiftigd, 1973, Ridderkerk, Uitgeverij Ridderhof
- Dick de Vree, Moord op recept, 2002, Rotterdam, Ad. Donker